# Лесотско-южноафриканские отношения
Лесотско-южноафриканские отношения — двусторонние дипломатические отношения между Лесото и ЮАР. Лесото является полным анклавом и зависит от ЮАР в большинстве своих экономических вопросов. Оба государства являются членами Южноафриканского таможенного союза и Сообщества развития Юга Африки. Протяжённость государственной границы между странами составляет 1106 км.

## История
С 11 августа 1871 по 18 марта 1884 Лесото было присоединено к британской Капской колонии. 18 марта 1884 Басутоленд снова получил статус протектората. 30 апреля 1965 Басутоленд получил автономию, а 4 октября 1966 — независимость под названием Королевство Лесото. Южная Африка играла важную роль в экономических и политических вопросах своего небольшого соседа, в том числе поддерживала правительство премьер-министра Лесото Лебуа Джонатана. В 1986 году Южная Африка поддержала государственный переворот в Лесото, который привёл к власти Джастина Леханья. В свою очередь, правительство Леханьи изгнало представителей Африканского национального конгресса из страны, а также техников из Северной Кореи, что привело к значительному улучшению отношений между странами.

### Отношения после ликвидации апартеида
В 1994 году Южная Африка провела свои первые демократические выборы, после этого возросло влияние этой страны на политику Лесото. В мае 1998 года Южная Африка вместе с другими государствами САДК произвела военную интервенцию в Лесото. Войска были выведены из Лесото в сентябре этого же года после достижения поставленных целей. ЮАР участвует в осуществлении проекта Lesotho Highlands Water Project, целью которого является наладить постоянную систему водоснабжения в Лесото. В августе 2010 года президент ЮАР Джейкоб Зума посетил Лесото, где обсудил с премьер-министром страны вопросы двустороннего сотрудничества, а также региональные политические события. Также Зума посетил плотину Катсе и выступил на совместном заседании парламента Лесото.

## Возможность объединения
В 2010 году Вуйани Тайхали, профсоюзный деятель Лесото, начал собирать петицию в поддержку присоединения к ЮАР. По его словам есть уже 30 000 подписей за объединение с соседней страной. Нтате Манйанье, глава благотворительной организации Лесото, привел в пример эпидемию СПИДа в качестве причины, почему Лесото уже не может выжить в качестве независимого государства: «Лесото борется за выживание, население страны около 1,9 млн человек, но около 400 тысяч из них больно СПИДом. Ожидаемая продолжительность жизни упала до 34 лет. Мы в отчаянии».